# Acari (Rio de Janeiro)
Acari è un quartiere (bairro) della Zona Nord della città di Rio de Janeiro in Brasile.

## Amministrazione
Acari fu istituito come bairro a sé stante il 23 luglio 1981 come parte della Regione Amministrativa XXV - Pavuna  del municipio di Rio de Janeiro.